# Épisodes de Once Upon a Time in Wonderland
Cet article présente les treize épisodes de la série télévisée américaine Once Upon a Time in Wonderland.

## Synopsis
Dans la ville de Londres victorienne, Alice délire avec des histoires sur un monde imaginaire. Cependant, celle-ci est internée jusqu'à ce que le Valet de cœur et le Lapin blanc ne viennent pour l'amener au Pays des Merveilles.

## Distribution

### Acteurs principaux
- Sophie Lowe : Alice
- Peter Gadiot : Cyrus, né Amahl
- Michael Socha : Will Scarlet, le Valet de cœur
- Emma Rigby : Anastasia, la Reine rouge
- Naveen Andrews : Jafar
- John Lithgow : le Lapin blanc (voix)

### Acteurs récurrents
- Jonny Coyne : Dr Lydgate
- Keith David : le Chat du Cheshire (voix)
- Iggy Pop : la Chenille (voix)
- Zuleikha Robinson : Amara
- Whoopi Goldberg : Mme Rabbit (voix)
- Peta Sergeant : Jabberwocky
- Barbara Hershey : Cora / la Reine de cœur

## Production
Le 10 mai 2013, la saison a été officiellement commandée par le réseau ABC.

### Diffusion
- Au Canada, sept des huit premiers épisodes de la série ont été diffusés en simultané sur le réseau Citytv. Le reste de la série, au Canada, a été diffusé à l'été 2014.

- La série sera diffusée dès le 10 juillet 2015 en Belgique sur Be Séries en VOSTFR[2].

## Liste des épisodes

### Épisode 1:Le Terrier du Lapin
- États-Unis /  Canada : 10 octobre 2013 sur ABC[3] / Citytv
- Belgique : 10 juillet 2015 sur Be Séries (en VOSTFR)[2]

- États-Unis : 5,82 millions de téléspectateurs[4] (première diffusion)

- Jessy Schram (Ashley Boyd / Cendrillon)
- Lee Arenberg (Leroy / Grincheux)
- Millie Bobby Brown (Alice jeune)
- Shaun Smyth (le père d'Alice)
- Matty Finochio (Tweedledee)
- Ben Cotton (Tweedledum)
- Ryan Elm (le docteur no 1)
- Michael Q. Adams (le docteur no 2)

### Épisode 2:La Confiance
- États-Unis /  Canada : 17 octobre 2013 sur ABC / Citytv
- Belgique : 10 juillet 2015 sur Be Séries (en VOSTFR)

- États-Unis : 4,53 millions de téléspectateurs[5] (première diffusion)
- Canada : 405 000 téléspectateurs[6]

- Jordana Largy (Silvermist)
- Matty Finochio (Tweedledee)
- Ben Cotton (Tweedledum)
- Michael Antonakos (l'homme barbu)
- Sarah Hayward (Townsperson #1)
- Gerry Rousseau (Townsperson #2)

### Épisode 3:Nœud-m'oublie pas
- États-Unis /  Canada : 24 octobre 2013 sur ABC / Citytv

- États-Unis : 4,38 millions de téléspectateurs[7] (première diffusion)

- Dylan Thomas Collingwood (Frère Tuck / l'homme blessé)
- Jason Burkart (Petit Jean / le voyageur no 1)
- Sean Maguire (Robin des Bois / le quatrième homme)
- Mark Acheson (Nazim)
- Steve Bacic (Grendel / le bel homme)
- Casey Manderson (le voyageur no 2)
- Ryan MacDonald (le fantassin)
- Thomas Saunders (le gentleman riche)
- Bob Phipps (le chef hurlant)
- Hugo Steele (une personne)
- Catherine Mchaud (la jeune femme)
- Kristin Bauer (Maléfique, caméo vocal)

### Épisode 4:Le Serpent
- États-Unis /  Canada : 7 novembre 2013 sur ABC / Citytv

- États-Unis : 3,55 millions de téléspectateurs[8] (première diffusion)

- Lauren McKnight (Lizard)
- Zuleikha Robinson (Amara)
- Matty Finochio (Tweedle #1)
- Ben Cotton (Tweedle #2)
- Hugo Steele (Orang)
- Haroon Khan (le forgeron)
- Anthony Keyvan (Jafar jeune)
- Cedric De Souza (Akil)
- Marco Soriano (Gerard)
- Kevin Blatch (le bourreau)
- Danny Wattley (le serviteur de Jafar)
- Alicia Thorgrimmsson (le citoyen)
- Peter Hall (le passant)
- Forbes Angus (le villageois)
- Christian Bower (le garde saoul)

### Épisode 5:Cœur de pierre
- États-Unis /  Canada : 14 novembre 2013 sur ABC / Citytv

- États-Unis : 3,73 millions de téléspectateurs[9] (première diffusion)

- Hugo Steele (Orang)
- Matty Finochio (Tweedle #1)
- Ben Cotton (Tweedle #2)

### Épisode 6:Qui est Alice?
- États-Unis /  Canada : 21 novembre 2013 sur ABC / Citytv

- États-Unis : 3,53 millions de téléspectateurs[10] (première diffusion)

- Jonny Coyne (Dr Lydgate)
- John Prowse (le Charpentier)
- Shaun Smyth (Edwin)
- Matty Finochio (Tweedle #1)
- Heather Doerksen (Sarah)
- Kylie Rogers (Millie)
- Hesham Hannoud (Ghazi)
- Troy Young (Peintre)
- Kerry van der Griend (Voleur #1)
- Sean Owen Roberts (Voleur #2)
- John R. Taylor (Old Peddler)
- Dallas Sauer (le jeune homme)

### Épisode 7:Les Liens du sang
- États-Unis : 5 décembre 2013 sur ABC
- Canada : 4 juillet 2014 sur Citytv[11]

- États-Unis : 3,24 millions de téléspectateurs[12] (première diffusion)

- Amir Arison (Sultan)
- Anthony Keyvan (Jafar jeune)
- Shaun Smyth (Edwin)
- Matty Finochio (Tweedle #1)
- Ben Cotton (Tweedle #2)

- Au Canada, Citytv a diffusé The Sound of Music Live en simultané sur NBC, laissant cet épisode inédit[13].

### Épisode 8:La Racine du mal
- États-Unis /  Canada : 12 décembre 2013 sur ABC / Citytv[14]

- États-Unis : 3,3 millions de téléspectateurs[15] (première diffusion)

- Matty Finochio (Tweedle #1)
- Ben Cotton (Tweedle #2)
- Iggy Pop (voix de la chenille)
- Whoopi Goldberg (voice de Mme Rabbit)

- La diffusion américaine s'arrête à cet épisode pour sa pause hivernale et reprendra en 2014.

### Épisode 9:Le Règne de la peur
- États-Unis : 6 mars 2014 sur ABC[16]
- Canada : 11 juillet 2014 sur Citytv[17]

- États-Unis : 3,27 millions de téléspectateurs[18] (première diffusion)

- Peta Sergeant (Jabberwocky)
- Brian George (Old Prisoner)
- Lauren McKnight (Lizard)

### Épisode 10:Secrets de famille
- États-Unis : 13 mars 2014 sur ABC
- Canada : 18 juillet 2014 sur Citytv

- États-Unis : 3,22 millions de téléspectateurs[19] (première diffusion)

- Peta Sergeant (Jabberwocky)
- Zuleikha Robinson (Amara)
- Ben Cotton (Tweedle #2)
- Leah Gibson (Nyx)
- Dejan Loyola (Rafi)
- Raza Jaffrey (Taj)

### Épisode 11:Le Cœur du sujet
- États-Unis : 20 mars 2014 sur ABC
- Canada : 25 juillet 2014 sur Citytv

- États-Unis : 3,51 millions de téléspectateurs[20] (première diffusion)

- Iggy Pop (voix de la chenille)
- Trevor Lerner (Burly Guy)
- Matty Finochio (Tweedle #1)
- Ben Cotton (Tweedle #2)
- Peta Sergeant (Jabberwocky)
- Brian George (Old Prisoner)
- Barbara Hershey (Cora)
- Michael Jonsson (King's Guard)

### Épisode 12:L'union fait la force
- États-Unis : 27 mars 2014 sur ABC
- Canada : 1er août 2014 sur Citytv

- États-Unis : 3,35 millions de téléspectateurs[21] (première diffusion)

- Peta Sergeant (Jabberwocky)
- Zuleikha Robinson (Amara)
- Raza Jaffrey (Taj)
- Brian George (Old Prisoner)

### Épisode 13:Tout est bien qui finit bien
- États-Unis : 3 avril 2014 sur ABC
- Canada : 8 août 2014 sur Citytv

- États-Unis : 3,38 millions de téléspectateurs[22] (première diffusion)

- Peta Sergeant (le Jabberwocky)
- Zuleikha Robinson (Amara)
- Raza Jaffrey (Taj)
- Whoopi Goldberg (Mrs. Rabbit)
- Brian George (Old Prisoner)
- Benjamin Wilkinson (White Knight)
- Toby Levins (Sentry)
- Christian Bower (Jafar's Guard)
- Leah Gibson (Nyx)
- Dejan Loyola (Rafi)
- Shaun Smyth (Edwin)
- Heather Doerksen (Sarah)
- Ben Cotton (Tweedle #2)
- Kylie Rogers (Millie)
- Amelia Wilkinson (Alice's Daughter)